# Смітфілд Тауншип (округ Бредфорд, Пенсільванія)
Смітфілд Тауншип (англ. Smithfield Township) — селище (англ. township) в США, в окрузі Бредфорд штату Пенсільванія. Населення — 1457 осіб (2020).

## Демографія
Згідно з переписом 2010 року, у селищі мешкало 1498 осіб у 593 домогосподарствах у складі 435 родин. Було 672 помешкання
Расовий склад населення:
| - 98,3 % — білих - 0,3 % — чорних або афроамериканців - 0,2 % — азіатів - 0,1 % — корінних американців |

До двох чи більше рас належало 1,1 %. Частка іспаномовних становила 1,0 % від усіх жителів.
За віковим діапазоном населення розподілялося таким чином: 22,5 % — особи молодші 18 років, 60,5 % — особи у віці 18—64 років, 17,0 % — особи у віці 65 років та старші. Медіана віку мешканця становила 45,0 року. На 100 осіб жіночої статі у селищі припадало 99,5 чоловіків;  на 100 жінок у віці від 18 років та старших — 99,1 чоловіків також старших 18 років.
Середній дохід на одне домашнє господарство  становив 67 504 долари США (медіана — 60 536), а середній дохід на одну сім'ю — 69 356 доларів (медіана — 63 188). Медіана доходів становила 48 036 доларів для чоловіків та 32 163 долари для жінок. За межею бідності перебувало 8,5 % осіб, у тому числі 11,3 % дітей у віці до 18 років та 10,7 % осіб у віці 65 років та старших.
Цивільне працевлаштоване населення становило 640 осіб. Основні галузі зайнятості: освіта, охорона здоров'я та соціальна допомога — 23,6 %, виробництво — 16,6 %, роздрібна торгівля — 12,8 %, будівництво — 9,8 %.